# Chapeau de paille
Le chapeau de paille est un chapeau qui est tressé avec de la paille ou du roseaux. Il est conçu pour protéger la tête des ardeurs du soleil.
Déjà porté dans l'Antiquité, on n'en connaît pas les premières formes.
Il existe différentes formes de chapeaux de paille, aux bords plus ou moins larges, à la calotte haute, plate, arrondie, etc. Certains sont toujours utilisés dans la mode et comme un élément décoratif d'un uniforme.
De même, la paille peut être tressée de différentes manières en fonction du rendu voulu, elle peut aussi être teinte ou non et une fois le chapeau fini, il peut être décoré d'un simple ruban ou de fleurs.
Quand il a de larges bords et une calotte arrondie, on parle de sombrero. Si ses bords sont petits et sa calotte plate, c'est un canotier.
Il existe aussi des chapeaux coniques que l'on retrouve en Asie.

## Histoire

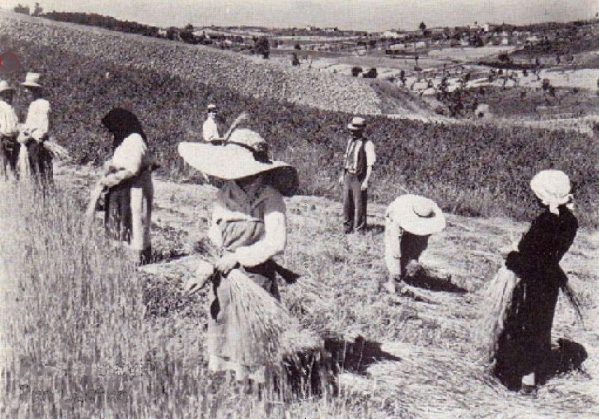
Récolte de la paille en Toscane dans les années 1900.

Au Moyen Âge, en Europe, le chapeau de paille était réservé aux paysans, avec de larges bords protégeant du soleil.

## Italie
En Italie, au XVIe siècle, sous l'impulsion de Cosme Ier, le chapeau de paille toscan devient la marque d'élégance de toutes les cours princières. Activité économique très importante, la culture de la paille – destinée au tressage - occupait un tiers de la partie de la surface cultivable et plusieurs dizaines de milliers de personnes vivaient de cet artisanat. Produit principalement par les villes de Florence, Signa et Fiesole, il est connu universellement comme « Leghorn » car embarqué et exporté depuis le port de Livourne vers les pays les plus lointains, comme l'Amérique : en 1870, le volume d'exportationétait évalué à 8 millions de pièces.
En 1986, dans la province de Florence, pour perpétuer le travail traditionnel de la paille florentine, il est créé le Consorzio Il Cappello di Firenze(Consortium Le chapeau de Florence) regroupant une vingtaine d'entreprises du secteur de la chapellerie parmi lesquelles Grevi Mode, Catarzi, Marzi, Trenditex, Michelagnoli…

## Autres pays

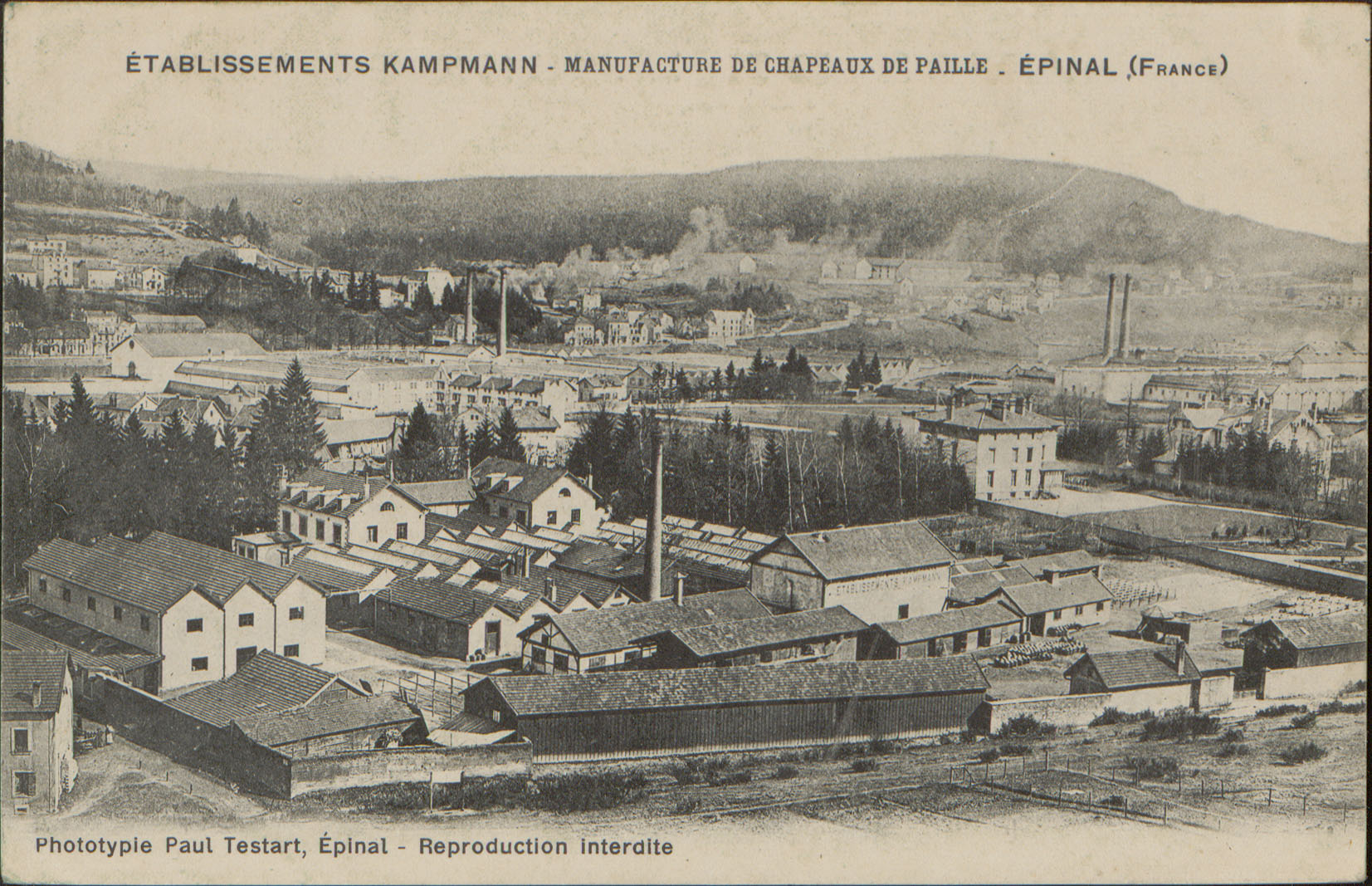
Manufacture de chapeaux de paille à Épinal (carte postale Paul Testart).

Cette industrie fut florissante aussi en Suisse et au Royaume-Uni jusqu'à la fin du XIXe siècle.
Aux États-Unis, l'industrie du chapeau de paille aurait débuté en 1798 sous l'impulsion de Betsey Metcalfe, alors âgée de 14 ans, qui aurait copié avec de la paille locale un bonnet de paille importé du Royaume-Uni qu'elle avait vu dans une vitrine. Sa création plut tellement qu'elle reçut de nombreuses commandes et lança l'industrie du chapeau de paille.
Au XIXe siècle, le travail des enfants était encore courant et lors de l'afflux de travail à l'approche de l'été, il était fréquent qu'ils soient embauchés à la fabrication des chapeaux.

## Chapeau de jardin
En France, à partir du XIXe siècle, les femmes aisées portent un chapeau de jardin pour se promener dans leur jardin ou dans la campagne. Il était conçu comme un chapeau de paille, pour sa légèreté, mais prenait un air recherché, selon la mode ou l'imagination de sa propriétaire, à l'aide de quelques ornements simples (rubans) voire rustiques (fleurs, feuilles, ...), en se maintenant autant que possible éloigné des formes exubérantes des chapeaux à usage social plus large à la même époque.

## Galerie

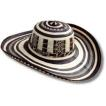
Sombrero vueltiao.
Chapeau traditionnel du Nord du Maroc. Porté principalement par les berbères de la montagne (Jbala) dans les environs de Chefchaouen.
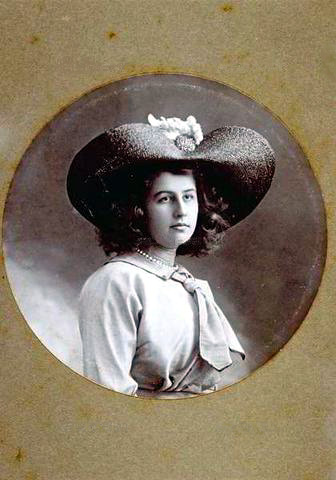
Portrait d'une jeune femme au chapeau de paille (photographie de Giacomo Brogi).
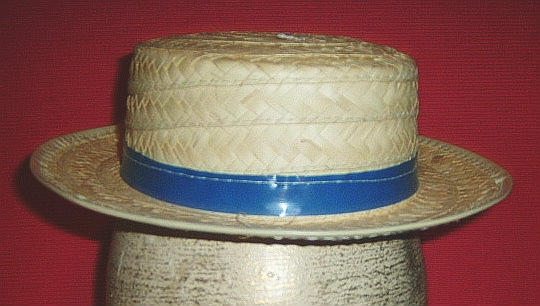
Canotier.
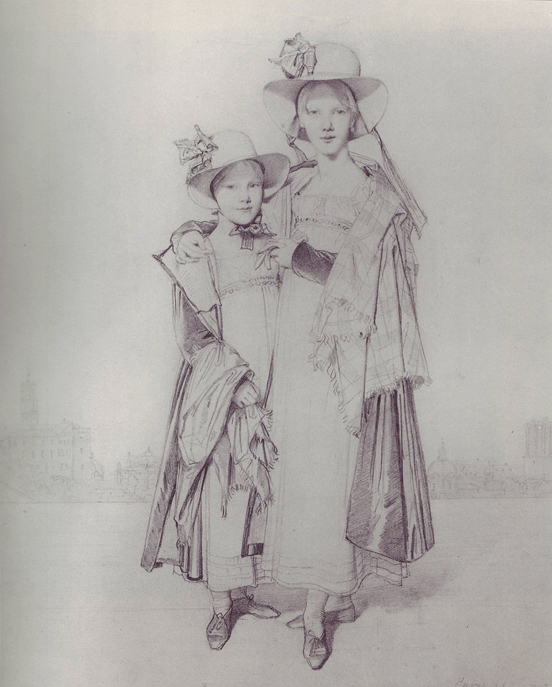
Catherine et Harriet Montagu coiffées de chapeaux de manufacture florentine, en visite dans l'Aventin, dessin de Jean-Auguste-Dominique Ingres - Rome 1815.
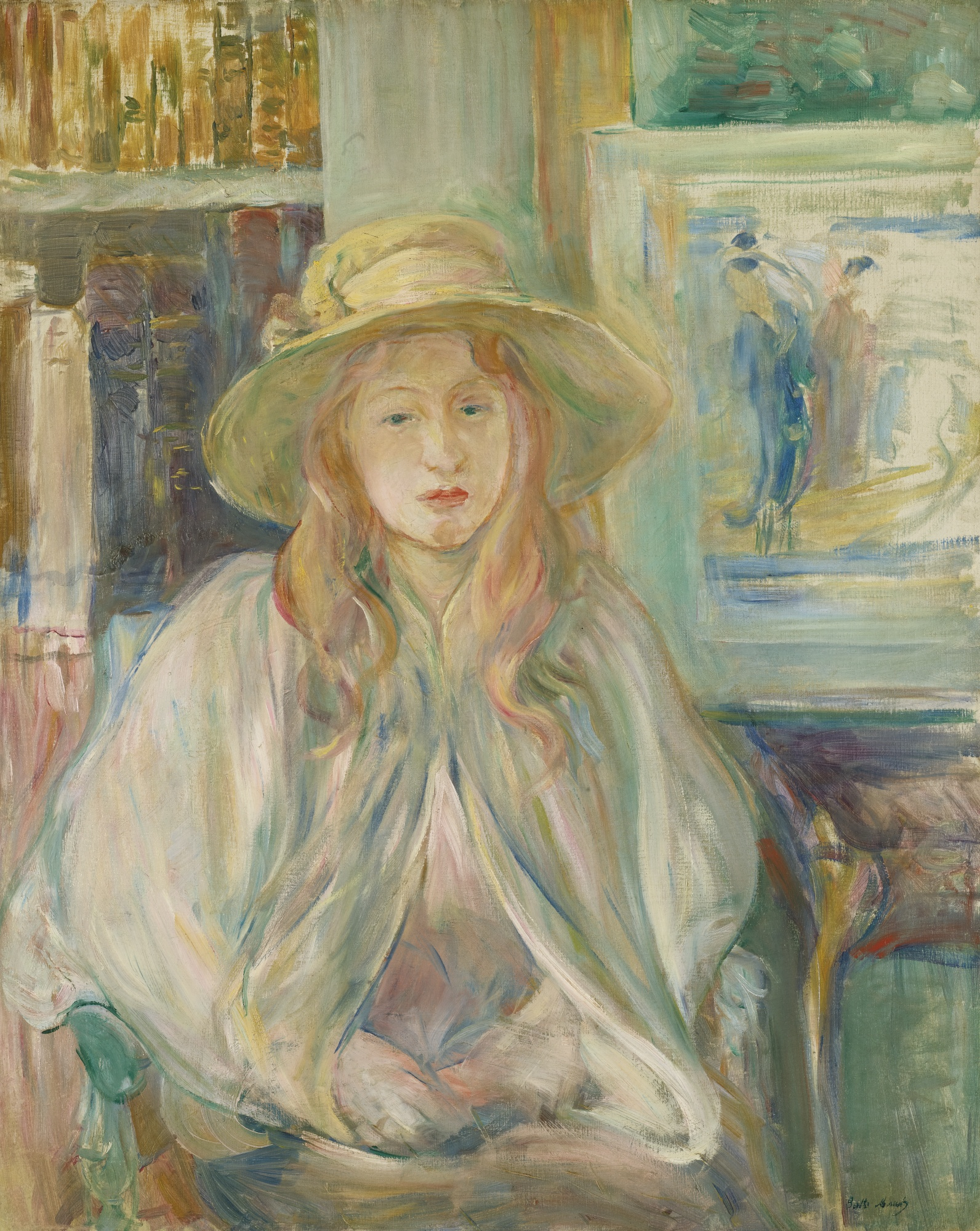
Fillette au chapeau de paille, par Berthe Morisot (1892).
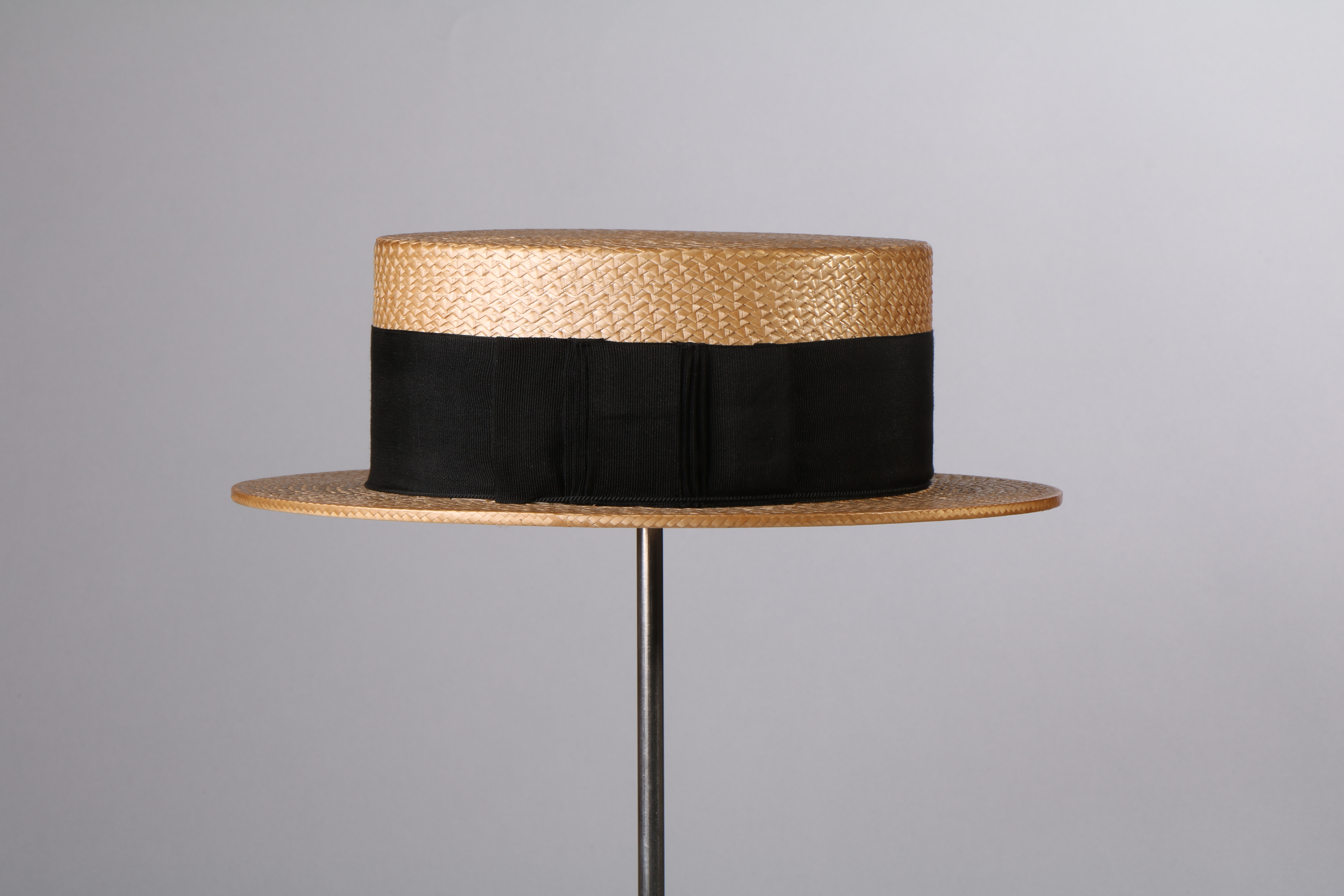
Hoed in natuurkleurige stro met breed zwart ripslint, 1920-1930, MMH.1990.0150, Modemuseum Hasselt